# Oratorio del Gonfalone (Vicenza)

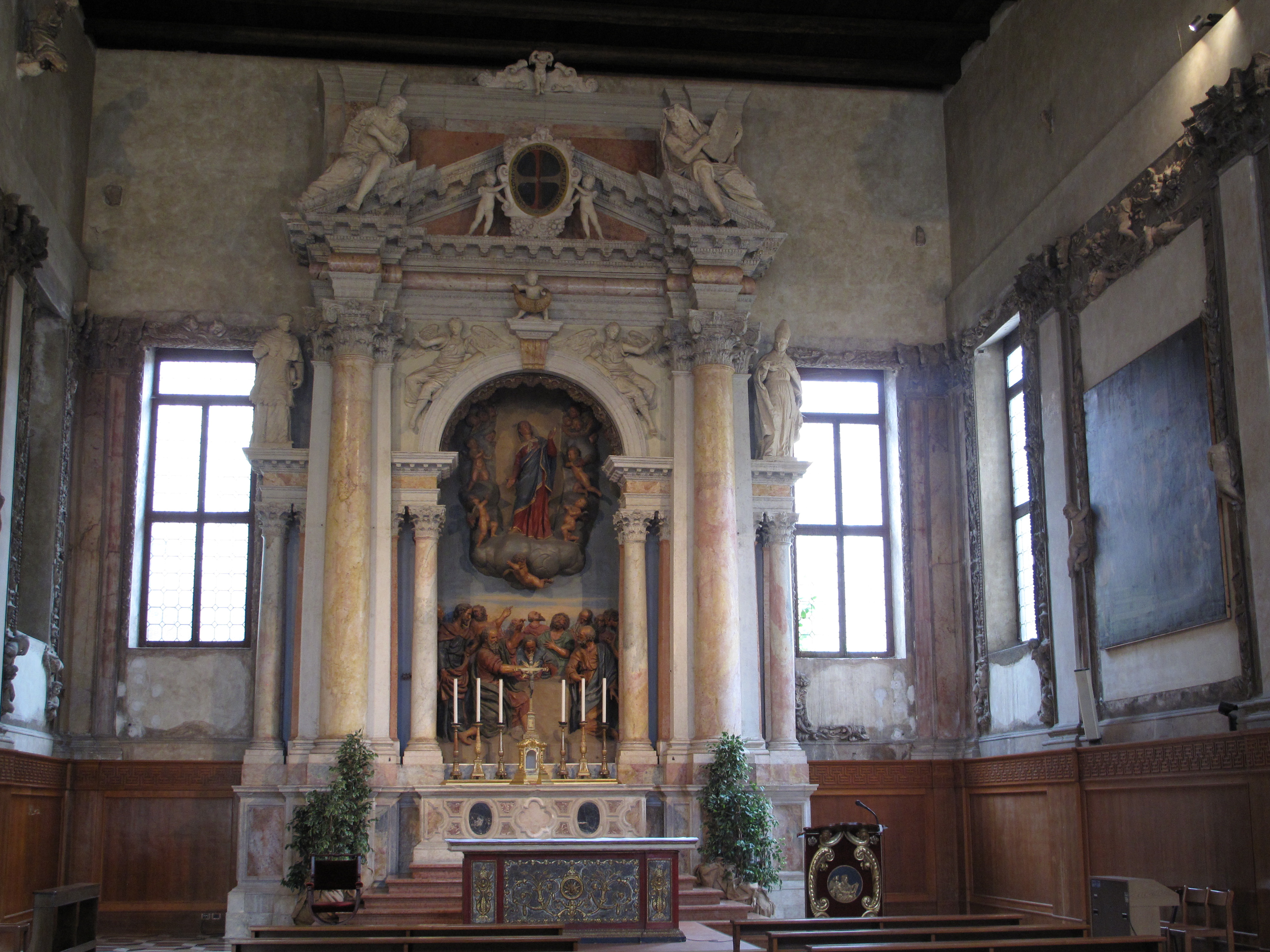
Interno con vista dell'altare maggiore

L'oratorio del Gonfalone (detto anche del Duomo) è un oratorio costruito nei secoli XVI e XVII e situato a Vicenza in piazza Duomo.

## Storia
Nel 1580, durante l'episcopato di Michele Priuli, fu costituita a Vicenza la Confraternita della Madonna del Gonfalone. Essa derivava dall'antica Fratelea Sanctae Mariae de Domo, più comunemente denominata Sanctae Mariae Pietatis, che in quel periodo si trovava in stato di decadenza. La scelta del nuovo nome fu influenzata dalla possibilità di essere aggregata all'Arciconfraternita romana del Gonfalone, molto nota e potente per la sua capacità di accumulare privilegi e indulgenze che dal papa venivano concessi in larga misura agli ordini religiosi e alle arciconfraternite.
Questa scelta comportò un lavoro di riflessione e di riorganizzazione interna che durò un decennio e si concluse con l'approvazione dei nuovi statuti nel 1591. Tre anni dopo, pur mantenendo la titolarità della cappella che aveva in cattedrale, la confraternita iniziò i lavori di costruzione del nuovo oratorio nella piazza del Duomo; esso - finanziato dai confratelli, il più generoso dei quali fu il conte Girolamo Chiericati - venne inaugurato nel 1596 alla presenza del vescovo. I lavori di completamento si protrassero ancora a lungo: nel 1633 vennero affidati a Girolamo Albanese, affiancato dal maestro Pietro scalpellino e tre anni dopo era completata la facciata; l'altare maggiore fu invece finito dopo il 1640.
Sia l'aggregazione all'istituzione romana sia la costruzione di questa nuova sede, per avere un centro stabile di riunione e celebrazione, vengono interpretati come il tentativo di svincolarsi parzialmente dalla giurisdizione del vescovo locale, nel momento in cui questi era impegnato ad attuare la riforma Tridentina. Sorto sulla piazza in cui si affacciavano sia la cattedrale che il palazzo vescovile, l'oratorio voleva essere il simbolo dell'opposizione al rinnovamento, rappresentata dai canonici e dalla nobiltà vicentina, che in larga misura costituivano i membri della confraternita.
Esso ricoprì un ruolo importante nella vita religiosa e caritativa della città, specialmente per la distribuzione delle grazie - cioè dei sussidi ai bisognosi, che interessavano tutti i quartieri - e per la pia pratica delle Quarant'ore, alle quali partecipavano tutte le parrocchie cittadine. La confraternita accoglieva tra i suoi membri il fior fiore della nobiltà vicentina, che fece dell'oratorio uno degli ambienti più ricchi della città, allo sfarzo del quale contribuirono molti artisti del Sei e del Settecento.
Nel 1806, mentre la città era sotto il dominio francese, Eugenio Beauharnais emise un editto per l'incameramento dei beni non solo delle abbazie e delle commende, ma anche delle confraternite, che quindi vennero sciolte. I loro beni, e così quelli del Gonfalone, vennero incamerati nel patrimonio della Congregazione di carità, di nuova istituzione. Il vescovo di Vicenza Marco Zaguri riuscì a evitare la soppressione della sola confraternita del Santissimo Sacramento, nella quale confluirono molti confratelli del Gonfalone, che così poterono continuare a tenere aperto l'oratorio e officiarvi le Quarant'ore.
A causa di un bombardamento degli Alleati nel 1943 l'oratorio subì lo stesso destino del Duomo, cioè di essere in buona parte distrutto e ricostruito. Gli spezzoni incendiari fecero crollare lo splendido soffitto a lacunari, danneggiando gravemente stucchi e sculture delle pareti e distruggendo i dipinti. Si salvarono l'altare maggiore e frammenti della pregevole decorazione a stucco, mentre andarono perduti i dipinti originali, un ciclo di tele sulla Glorificazione della Vergine, realizzato sotto la direzione di Alessandro Maganza e a cui avevano collaborato il figlio Giovanni Battista, Andrea Vicentino, Palma il Giovane e Porfirio Moretti.
L'oratorio oggi è aperto al pubblico solo in alcune occasioni. Tradizionalmente è il luogo dove viene allestita la camera ardente alla morte del vescovo della diocesi berica.

## Descrizione

### Facciata
La facciata, la cui architettura è opera di Giambattista Albanese, ricalca modelli palladiani (le chiese di San Giorgio e del Redentore a Venezia), ma semplificati secondo lo stile di Vincenzo Scamozzi; a sua volta la facciata dell'oratorio influenzò quelle dell'oratorio del Crocifisso e delle chiese di Santa Caterina e di San Giuliano a Vicenza..
La facciata è suddivisa da quattro paraste corinzie, sormontate da un timpano triangolare dove sono collocati due angeli che sorreggono lo stemma della confraternita, mentre a coronamento vi sono tre statue con al centro quella della Vergine. L'interno è a navata unica.

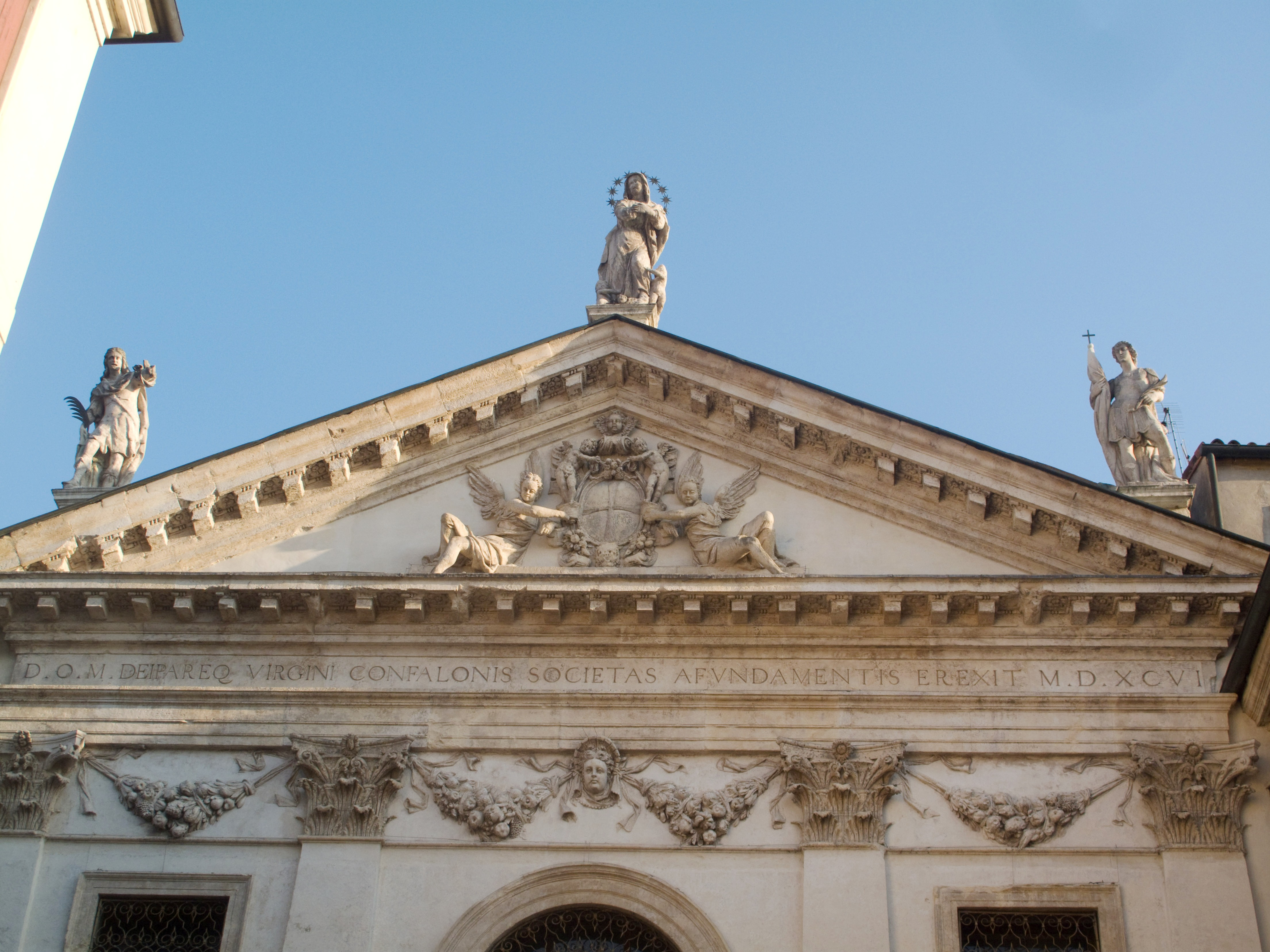
Oratorio del Gonfalone, frontone
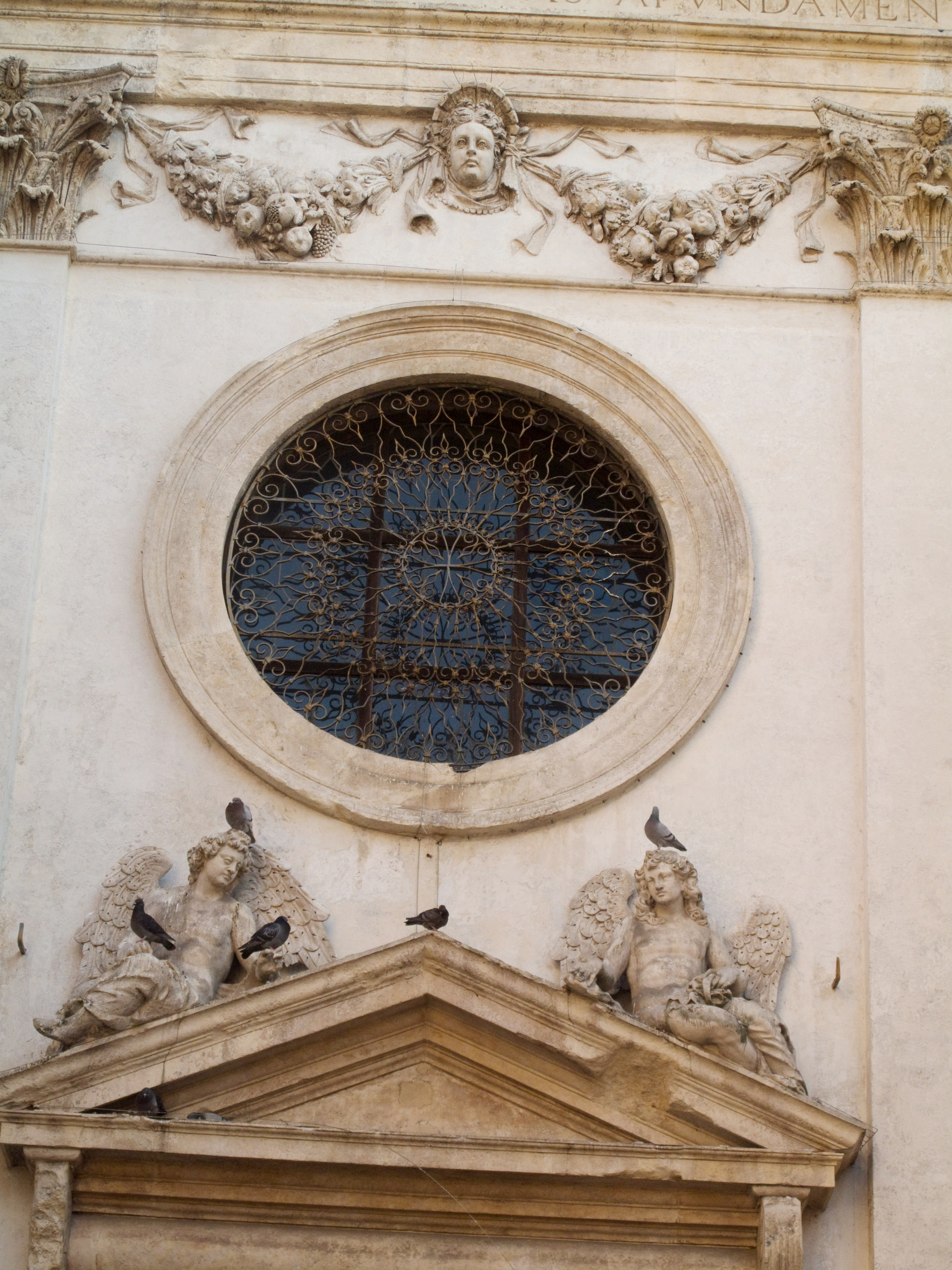
Oratorio del Gonfalone, particolare della facciata

### Interni

#### Altare maggiore
L'altare maggiore è sormontato da un grandioso arco trionfale, che richiama lo schema della serliana palladiana, sormontato da un putto con la scritta "Altare privilegiato", in quanto era stata accordata dal Papa l’Indulgenza plenaria per le anime del Purgatorio, ai Sacerdoti che celebravano la Messa su tale altare. All'interno dell'arco è raffigurata con un bassorilievo policromo la scena dell'L'Assunzione di Maria, opera degli Albanese nel 1640 circa.  La scena raffigurata si basa su antiche tradizioni del V-VI secolo; si narra che quando Maria fu prossima al trapasso, arrivarono presso di lei da località diverse, prodigiosamente, tutti gli apostoli, escluso san Tommaso. Essi assistettero la Vergine fino alla fine, quindi ne trasportarono il corpo nella valle di Giosafat e lo posero in un sepolcro chiuso da una grossa pietra. Subito dopo san Tommaso, arrivato prodigiosamente dall’India, vide, dentro una luminosissima nube, la Vergine che veniva assunta in Cielo: la invocò e la Madonna gli gettò la propria cintura, in segno di benevolenza e a testimonianza dell’evento miracoloso.

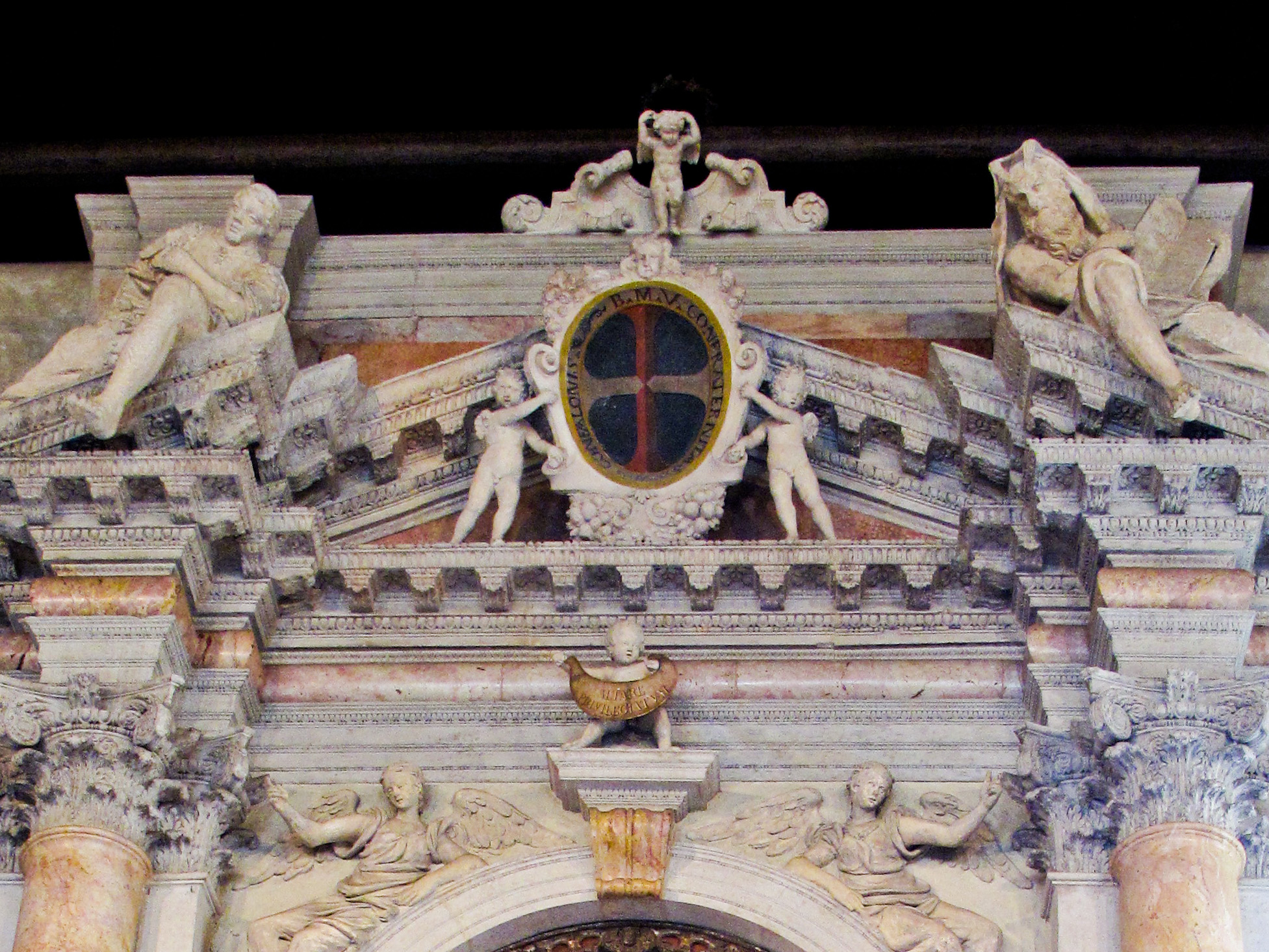
Stemma della Confraternita
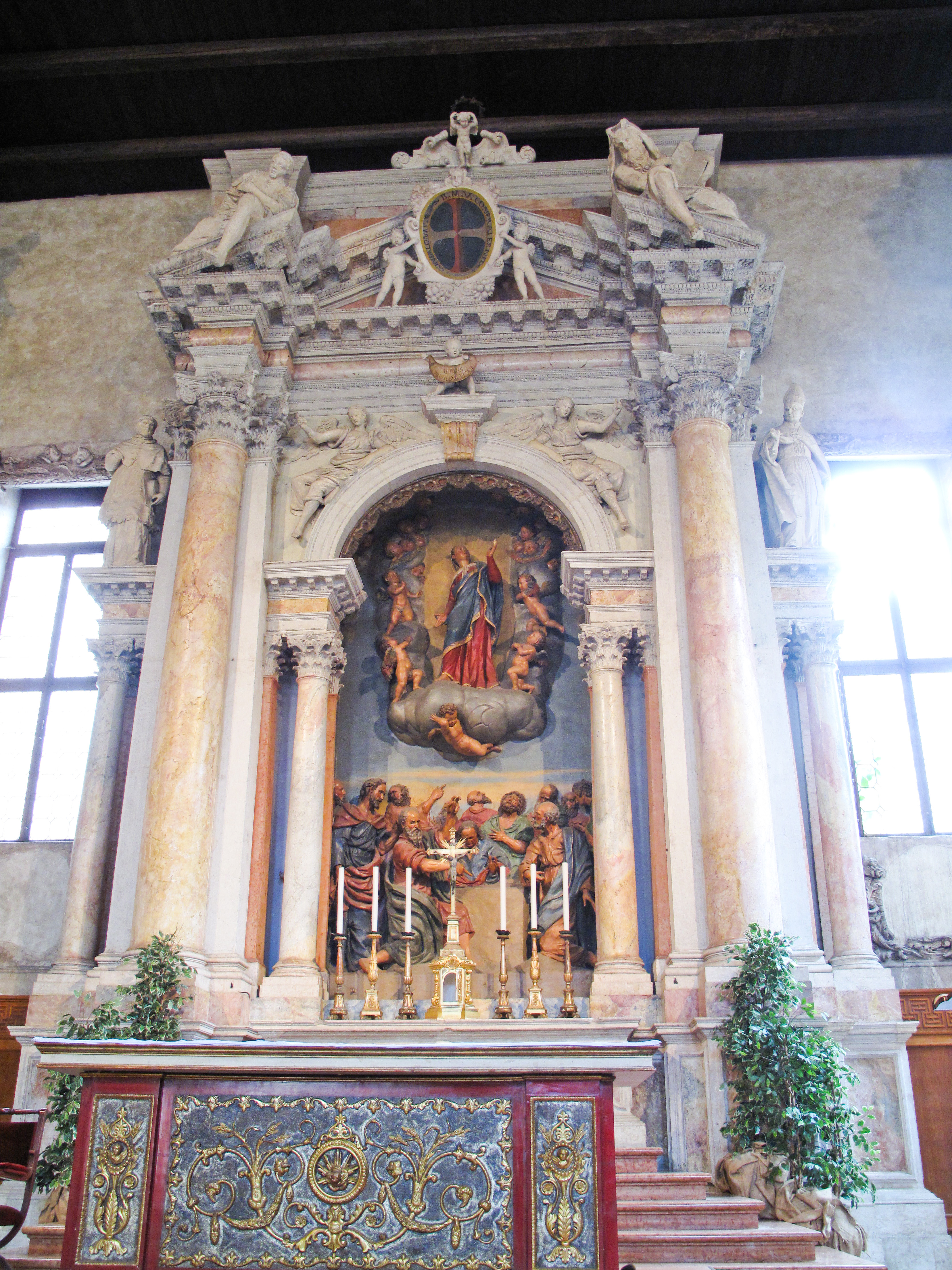
Altare e pala dell'Assunzione di Maria

#### Pareti laterali
I dipinti andati distrutti dal bombardamento del 1943 furono sostituiti nel dopoguerra da altre tele provenienti dalla cattedrale: La pesca miracolosa, del 1562 circa (ideata per l'altare di San Pietro) di Giovanni Battista Zelotti; una tela centinata attribuita a Giovanni Battista Maganza il Giovane del 1610-1615 con una serie di miracoli compiuti da un angelo; I Santi Leonzio e Carpoforo legati a un albero; La condanna di Leonzio e Carpoforo; La conversione di San Paolo (1562 circa), ideata per l'altare di San Paolo in Duomo da Giovanni Battista Zelotti. Due delle tele sono state trasferite al vicino Museo diocesano.

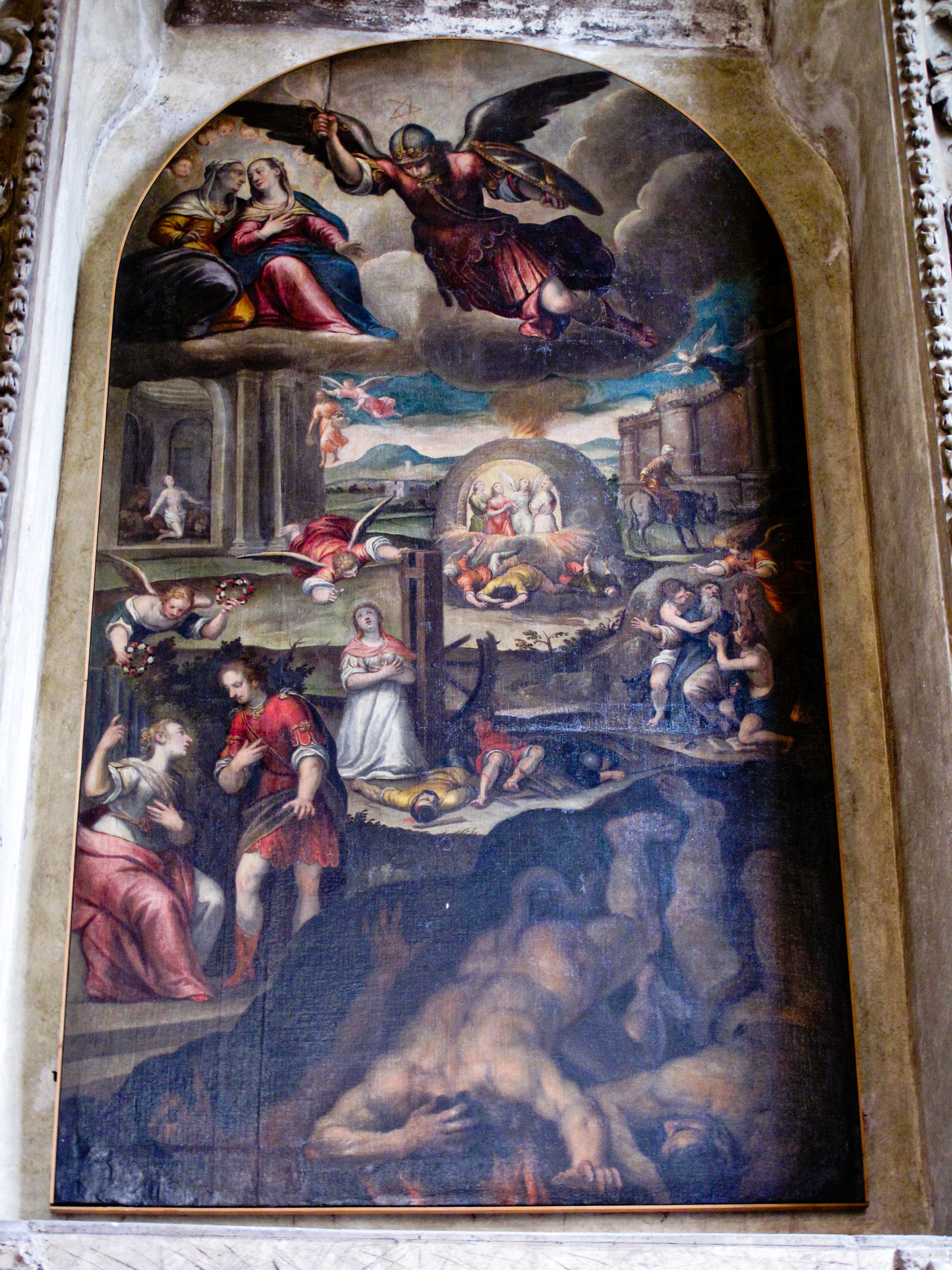
I miracoli dell'angelo, tela
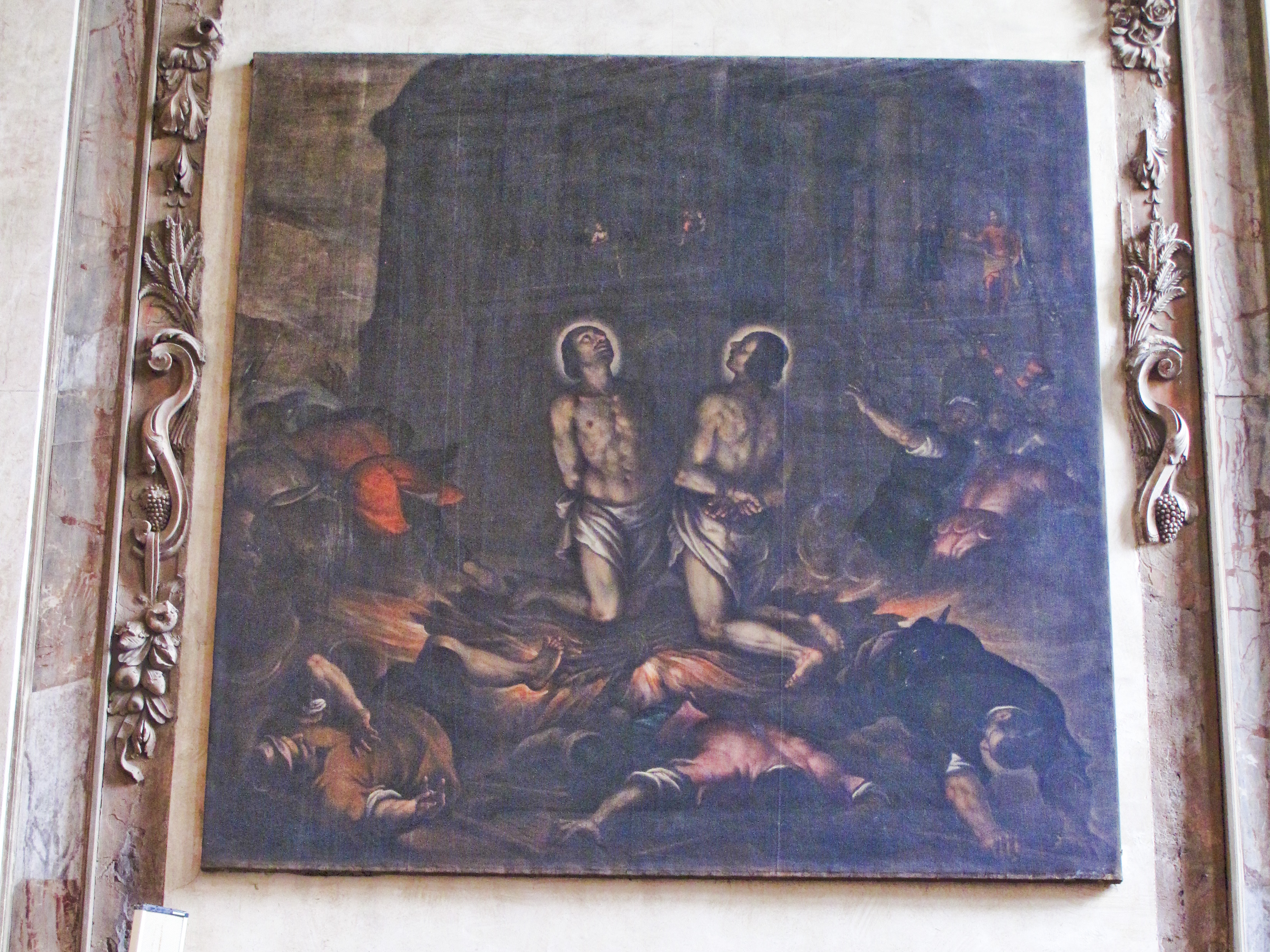
I Santi Leonzio e Carpoforo, tela di Zelotti